# Барруш, Мариза
Элса Мариза Бранку Барруш Родригеш (порт. Elsa Marisa Branco Barros Rodrigues, род. 25 февраля 1980 года) — португальская легкоатлетка, которая специализируется в марафоне. 
На Олимпиаде 2008 года заняла 32-е место, показав время 2:34.08. Заняла 6-е место на чемпионате Европы по кроссу 2010. В этом же году финишировала 8-й на чемпионате Европы в Барселоне. В 2011 года на чемпионате мира в Тэгу финишировала на 9-м месте. На Олимпийских играх 2012 года заняла 13-е место с результатом 2:26.13.
Личный рекорд в полумарафоне — 1:09.41.

## Достижения
- 2007:  Марафон Порту — 2:31.31
- 2010:  Осакский марафон — 2:25.45
- 2011:  Йокогамский марафон — 2:25.04